# Szlif szmaragdowy

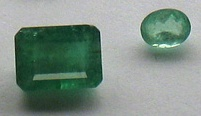
Oszlifowane szmaragdy

Schemat szlifu szmaragdowego

Szlif szmaragdowy – szczególny rodzaj szlifu schodkowego, stosowany zwłaszcza do obróbki szmaragdów, lecz także i innych kamieni barwnych.
Składa się z dość dużej głównej fasetki – tafli, zwanej też "stołem" – na koronie kamienia. Od niej schodzą się do rondysty podłużne fasetki, stopniami – schodkami, stąd też nazwa tego szlifu – schodkowy.
Jest wiele form pochodnych tego rodzaju szlifu: bagietka, baton, markiza, Dorys Crawford.
Jeśli poprzez zeszlifowanie kątów formy podstawowej kwadratu lub prostokąta powstanie ośmiobok, to dla tak oszlifowanego kamienia przyjęto nazwę szlif szmaragdowy. Szlif ten pokazuje piękno wnętrza kamienia przez płaszczyzny fasetek korony.
Dolna część kamienia (podstawa) to znów gęściej, schodkami ułożone fasetki aż do tępego szpica.
Szlif schodkowy daje możliwość stosowania najprzeróżniejszych, dowolnych form układu fasetek, przy przestrzeganiu jednak właściwej dla danego minerału wielkości kąta krytycznego ułożenia fasetek na kamieniu.
Górne i dolne krawędzie ścian tego szlifu kształtu 4 i 8-katnego są równoległe do płaszczyzny rondysty. Wysokość korony wynosi 1/3 wysokości kamienia, a szerokość tafli – połowę szerokości rondysty.